# 肖建章
肖建章（1938年9月—2018年8月14日），男，河北省正定县人，中华人民共和国政治人物，司法部原副部长。

## 生平
早年在正定县、无极县工作。1982年7月，任中共赞皇县委书记。期间领导全县植树造林，1983年造林11万亩，1984年2月被评为河北省林业劳动模范。1986年，导演于洋创作摄制了《山乡骄子》，以肖建章的扶贫故事为原型，描写了营救孤儿的故事。1986年1月12日，《经济参考》刊登《群众爱戴的“父母官”——记河北省赞皇县县委书记肖建章》一文，其中的措辞“父母官”引发争议。
1985年后，历任中共石家庄地委副书记、河北省司法厅厅长、中共保定地委书记等职。1992年调至中央，任司法部副部长，1993年6月兼任政治部主任。1998年当选第九届全国政协委员。2003年当选第十届全国政协委员、社会和法制委员会副主任。2003年3月，他在第十届全国政协第一次会议提交《建议国家立法规范“法律援助”工作》提案。
2018年8月14日在河北省正定县逝世。